# Joseph Besset
Joseph Besset, nome completo: Jean Antoine Joseph Besset (Vanosc, 11 novembre 1890 – 20 agosto 1959), è stato un imprenditore francese.
Fu un carrozziere industriale pioniere dell'industria automobilistica francese.

## Biografia
Nacque l'11 novembre 1890, a mezzogiorno, a Vanosc, piccolo comune prosperoso delle Ardèche.
La forza di carattere si espresse subito a 15 anni quando inizio l'apprendistato di charron (fabbricante di carrozze) contro la volontà della famiglia di origini contadine che aveva già tracciato il suo destino. Apprese il mestiere da Monsieur Landy a Annonay presso Monsieur Boissy per la lavorazione del ferro e del legno.

## L'espansione dell'impresa
Per sviluppare la sua attività, comprò un grande terreno a Annonay  «Ma campagne» per costruire le officine creò la società Société Anonyme des établissements Besset con 3.000 azioni da 500 franchi.
Nel 1927 sorprende l'entourage con la conversione di autoveicoli di costruttori come Renault o Citroën. Decide di carrozzare autocarri come i Delahaye, Panhard, Citroën, Renault e altri.

## Fine vita
L'impresa cambia più di una volta nome e diventa Floirat, poi SACA, Saviem, Renault Véhicules industriels, Irisbus e nel 2013 Iveco Bus.
Nel 1959, Joseph Besset muore. Lo stesso anno cessa la produzione dell'Isobloc, autocarro risalente agli anni '30. Ora la fabbrica è Iveco Bus di Annonay.

## Spazio Joseph Besset
L'epopea industriale di Joseph Besset è raccontata nel Musée du charronnage au car di Vanosc.